# Hoya pseudovalifolia
Hoya pseudovalifolia är en oleanderväxtart som beskrevs av Julien Noël Costantin. Hoya pseudovalifolia ingår i släktet Hoya och familjen oleanderväxter. Inga underarter finns listade i Catalogue of Life.